# Adim Maldonado
Ervin Adim Maldonado Molina, couramment appelé Adim Maldonado, né le 5 juillet 1990 à Guatemala, est un homme politique guatémaltèque. Il est élu député depuis 2016.
Député élu avec le Front de convergence nationale entre 2016 et 2020, il rallie l'Union nationale de l'espérance. Le 14 janvier 2024, il est élu Premier vice-président du Congrès.

## Biographie

### Études et famille
Adim Maldonado est né le 5 juillet 1990 à Guatemala. Il est le fils de l'ancien député Eri Adim Maldonado de León (UNE), un puissant câblo-opérateur, possédant le second plus grand réseau câblé du pays et le signal de télévision par câble dans le sud-ouest du Guatemala.
Après avoir obtenu un baccalauréat, spécialisé en sciences juridiques et sociales, il est diplômé en tant qu'avocat et notaire de l'Université Francisco Marroquín.

### Parcours politique

#### Élu député en 2015
Lors des élections législatives de septembre 2015, il est élu avec le Front de convergence nationale, dans la  ville de Guatemala.

#### Ralliement à l'UNE et réélection en 2020 et 2024
Lors des élections législatives de juin 2019, il est réélu avec l'UNE, après avoir rallié le parti. Il est élu dans la Liste nationale du pays. 
Lors des élections législatives de juin 2023, il est réélu député, toujours dans la Liste nationale.

#### Puissant député, alliance avec Semilla au Congrès en 2024
En tant que député, notamment grâce à la puissance de sa famille en tant qu'opérateur du pays, il est un financier déterminant de ses partis politiques. Il a notamment contribué au financement du Front de convergence nationale, puis au sein de l'Union nationale de l'espérance. Au sein de l'UNE, il aurait notamment contribué au financement des transports en avion et l'achats de meubles.
En janvier 2024, lors de l'arrivée au pouvoir du président Bernardo Arévalo, il organise une alliance stratégique avec Semilla. Il mène la fronde de vingt-trois députés face à Sandra Torres,, ces derniers préférant s'allier avec le centre-gauche qu'obéir aux stratégies de la dirigeante du parti. Cette stratégie et choix d'intégrer la présidence aux côtés du centre-gauche entraine son exclusion du parti et du groupe parlementaire, comme six autres députés, quelques jours plus tard.
Le 14 janvier, lors de l'élection de la présidence du Congrès, il est élu Premier vice-président, sous la présidence de Samuel Pérez Álvarez.
Quelques jours plus tard, malgré son exclusion formelle mais refusée par le député, il continue la fronde et grâce à l'appui des vingt-trois autres députés - face à cinq autres députés fidèles à Sandra Torres, il est élu président du groupe parlementaire le 17 janvier 2024.
Le lendemain, la Cour constitutionnelle du pays annule son élection en tant que Premier vice-président et dirigeant du groupe parlementaire, en raison de son exclusion du parti avant son investiture au sein de la Xe législature. Il est remplacé par l'ancien vice-président du groupe.